# Thaya (Austria)
Thaya es un municipio-mercado (Marktgemeinde) del distrito de Waidhofen an der Thaya, en el estado de Baja Austria (Austria).
Los municipios catastrales son: Eggmanns, Großgerharts, Jarolden, Niederedlitz, Oberedlitz, Peigarten, Ranzles, Schirnes y Thaya.